# Liste des communes françaises de la Nièvre ayant changé de nom au cours de la Révolution
Pour un article plus général, voir Liste des communes françaises ayant changé de nom au cours de la Révolution.
Cet article présente la liste des communes françaises de la Nièvre ayant changé de nom au cours de la Révolution. 

## Nièvre
Les noms des communes qui ont conservé leur nom révolutionnaire sont surlignés en bleu ciel.
| Commune                                                                      | Nom révolutionnaire   | Notice Ehess-Cassini |
| ---------------------------------------------------------------------------- | --------------------- | -------------------- |
| Brinon-les-Allemands (devenue Brinon-sur-Beuvron)                            | Brinon-le-Franc       | no 5961              |
| Caux (réunie à Moraches)                                                     | Aron-la-Montagne      | no 23929             |
| Cercy-la-Tour                                                                | Cercy-sur-Aron        | no 7477              |
| Château-Chinon (devenue Château-Chinon (Ville) et Château-Chinon (Campagne)) | Chinon-la-Montagne    | no 8637              |
| Châtillon-en-Bazois                                                          | Châtillon-sur-Aron    | no 8821              |
| Corvol-l'Orgueilleux                                                         | Corvol-le-Belliqueux  | no 10409             |
| Decize                                                                       | Decize-le-Rocher      | no 11671             |
| Decize                                                                       | Rocher-la-Montagne    | no 11671             |
| Dompierre-sur-Nièvre                                                         | Vallière-sur-Nièvre   | no 12006             |
| Ferté-Langeron (La) (réunie à Chantenay-Saint-Imbert)                        | La Ferté              | no 62411             |
| Fleury-la-Tour (réunie à Tintury)                                            | Fleury-sur-Canne      | no 14029             |
| Lormes                                                                       | Lormes-la-Montagne    | no 25748             |
| Lucenay-lès-Aix                                                              | Bourg-la-Réunion      | no 20268             |
| Lurcy-le-Bourg                                                               | Brutus-le-Bourg       | no 20373             |
| Lurcy-le-Bourg                                                               | Lurcy-le-Sauvage      | no 20373             |
| Marigny-l'Église                                                             | Marigny-la-Montagne   | no 21225             |
| Metz-le-Comte                                                                | Metz-la-Montagne      | no 22352             |
| Monceaux-le-Comte                                                            | Monceaux-sur-Yonne    | no 22826             |
| Moulins-Engilbert                                                            | Moulins-la-République | no 24217             |
| Saincaize (réunie à Saincaize-Meauce)                                        | Caize-la-Vallée       | no 32406             |
| Saint-André-en-Morvan                                                        | La Montagne-André     | no 30379             |
| Saint-André-en-Morvan                                                        | Pelletier-le-Rocher   | no 30379             |
| Saint-Benin-d'Azy                                                            | Azy-les-Amognes       | no 30679             |
| Saint-Benin-des-Bois                                                         | Source-de-la-Nièvre   | no 30680             |
| Saint-Cy-Fertrève (réunie dans Fertrève)                                     | Saincy                | no 34778             |
| Saint-Éloi                                                                   | Loi                   | no 31455             |
| Saint-Firmin                                                                 | Bussy-aux-Amognes     | no 31761             |
| Saint-Franchy                                                                | Franchy-les-Fougères  | no 31799             |
| Saint-Germain-en-Viry (réunie dans Saint-Germain-Chassenay)                  | Viry-la-Montagne      | no 15362             |
| Saint-Honoré (devenue Saint-Honoré-les-Bains)                                | Honoré-la-Montagne    | no 32351             |
| Saint-Martin-du-Puy                                                          | Puits-l'Affranchi     | no 33426             |
| Saint-Maurice                                                                | Maurice-les-Fontaines | no 33534             |
| Saint-Parize-en-Viry                                                         | Montvert              | no 33955             |
| Saint-Parize-le-Châtel                                                       | Brennery              | no 33947             |
| Saint-Pierre-le-Moûtier                                                      | Brutus-la-Vallée      | no 34223             |
| Saint-Pierre-le-Moûtier                                                      | Brutus-le-Magnanime   | no 34223             |
| Saint-Pierre-le-Moûtier                                                      | Brutus-le-Moutier     | no 34223             |
| Saint-Révérien                                                               | Brutus-le-Bourg       | no 34441             |
| Saint-Saulge                                                                 | Marat-les-Forêts      | no 34541             |
| Saint-Sulpice                                                                | Roche-la-Montagne     | no 34742             |